# Древново-Ліпське
Древново-Ліпське (пол. Drewnowo-Lipskie) — село в Польщі, у гміні Боґути-П'янки Островського повіту Мазовецького воєводства.
Населення — 68 осіб (2011).
У 1975-1998 роках село належало до Ломжинського воєводства.

## Демографія
Демографічна структура станом на 31 березня 2011 року:
|          | Загалом | Допрацездатний вік | Працездатний вік | Постпрацездатний вік |
| -------- | ------- | ------------------ | ---------------- | -------------------- |
| Чоловіки | 33      | 8                  | 21               | 4                    |
| Жінки    | 35      | 8                  | 16               | 11                   |
| Разом    | 68      | 16                 | 37               | 15                   |